# Madre Speranza di Gesù
Madre Speranza di Gesù, al secolo María Josefa Alhama Valera (Santomera, 30 settembre 1893 – Collevalenza, 8 febbraio 1983), è stata una religiosa e mistica spagnola, fondatrice delle Congregazioni delle Ancelle dell'Amore Misericordioso e dei Figli dell'Amore Misericordioso. È venerata come beata dalla Chiesa cattolica.

## Biografia

### La giovinezza
Nacque nel 1893 a Santomera, nella regione di Murcia (Spagna), da una famiglia indigente, primogenita di nove figli.  Il nome María Josefa le sarebbe stato dato per riguardo alla nonna paterna che così si chiamava. Il padre era operaio agricolo avventizio e la madre casalinga. Madre Speranza conobbe e condivise la povertà della sua famiglia.
Si racconta che tale Pepe Ireno, che aveva un podere vicino alla famiglia di Madre Speranza, colpito dall'intelligenza della bambina, pensò che era un peccato lasciarla in tanta povertà e convinse i genitori ad affidarla al parroco di Santomera, don Manuel Aliaga, che viveva con due sorelle. Questi fu lieto di portarla a casa sua, dove avrebbe potuto ricevere una buona educazione. Il trasferimento avvenne quando la bambina aveva circa 6 o 7 anni.
Le due sorelle del parroco, Inés e María, aiutate da María De Las Maravillas Fernández Serna e da una sua sorella religiosa, Carmen, diedero a María Josefa un po' di istruzione e le insegnarono i lavori domestici. Non frequentò mai la scuola e rimase a casa del parroco fino al 15 ottobre 1914, giorno in cui partì per farsi religiosa.
All'età di dodici anni fece la comunione, come era abituale in quell'epoca. Ma già a otto anni, ricorrendo a uno stratagemma, riuscì, come ella stessa disse, a "rubare" Gesù. Infatti una mattina, mentre il parroco era assente, approfittando del fatto che il sacerdote celebrante non la conosceva, al momento della comunione si avvicinò alla balaustra e ottenne l'ostia consacrata. Questo episodio, pur nella sua ingenuità, dimostra l'amore che Madre Speranza aveva per Gesù fin da bambina, tanto che fin da allora si propose di non dimenticarlo mai durante la giornata.

### La vita religiosa

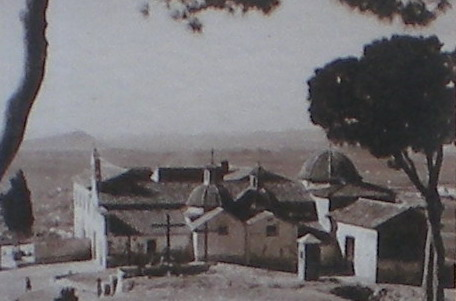
Eremo di Las Cruces (Calvario), a Villena.

Dopo essere entrata a far parte, all'età di 21 anni, della Congregazione delle "Figlie del Calvario" a Villena, nel 1930 fondò a Madrid quella che sarebbe diventata la Congregazione delle Ancelle dell'Amore Misericordioso.
In seguito, negli anni '50, fondò il ramo maschile della congregazione, con il nome di Figli dell'Amore Misericordioso, e nel 1951 si stabilì a Collevalenza con alcune consorelle del suo istituto, per trascorrere colà poi il resto della sua vita, dove in seguito nacque grazie alla sua opera una basilica-santuario.
Madre Speranza, dagli anni cinquanta, cominciò a realizzare il progetto che per lei rappresentava la volontà di Dio: la costruzione di un santuario dedicato all'Amore Misericordioso di Dio, al quale dedicò la sua vita. Questa fu la sua missione e la sua opera definitiva. Volle in questo luogo "far conoscere a tutti che Dio è un Padre che ama, perdona, dimentica e non tiene in conto i peccati dei suoi figli quando li vede pentiti". Nel santuario riceveva ogni giorno più di cento persone, ascoltando e infondendo speranza a ciascuno.
Compose per questo scopo un'orazione, dove diceva tra l'altro: "Fa, Gesù mio, che a questo Santuario vengano persone dal mondo intero, non solo con il desiderio di guarire nel corpo dalle malattie più dolorose e strane, ma per curare la propria anima...e fa, Gesù mio, che tutti vedano in Te non un giudice severo ma un Padre pieno di amore e di misericordia che non tiene in conto le debolezze dei suoi figli, le dimentica e le perdona".
Oltre a diversi fenomeni prodigiosi quali la trasmutazione di acqua in olio e altri, Madre Speranza (come altre figure mistiche), è stata protagonista in vita di fenomeni di bilocazione. Stigmatizzata, spesso essudava sangue. Memorabile è l'episodio avvenuto nel 1960, quando, essendo il paese umbro di Collevalenza privo di acqua, Lei, affidandosi a Dio (il suo "ingegniero"), indicò con il bastone il punto in cui si doveva procedere con la trivellazione per trovare l'acqua che avrebbe rinnovato i prodigi di Lourdes. Dopo la rottura di numerose trivelle (secondo la mistica causate dal Demonio), venne trovata la falda acquifera che Madre Speranza definì «il sollievo del corpo per trovare Dio». Solo nell'anno 1998 si sono registrati quasi 800 casi di guarigione..
Il 22 novembre 1981 papa Giovanni Paolo II si recò in visita al santuario, incontrando anche Madre Speranza. L'anno successivo il santuario ottenne il riconoscimento di basilica minore.
Durante un'udienza svoltasi a Roma nel 1981, papa Giovanni Paolo II si espresse con queste parole nei confronti di Madre Speranza e delle sue "ancelle":
(Giovanni Paolo II, Roma, 1981)

## La morte e la beatificazione

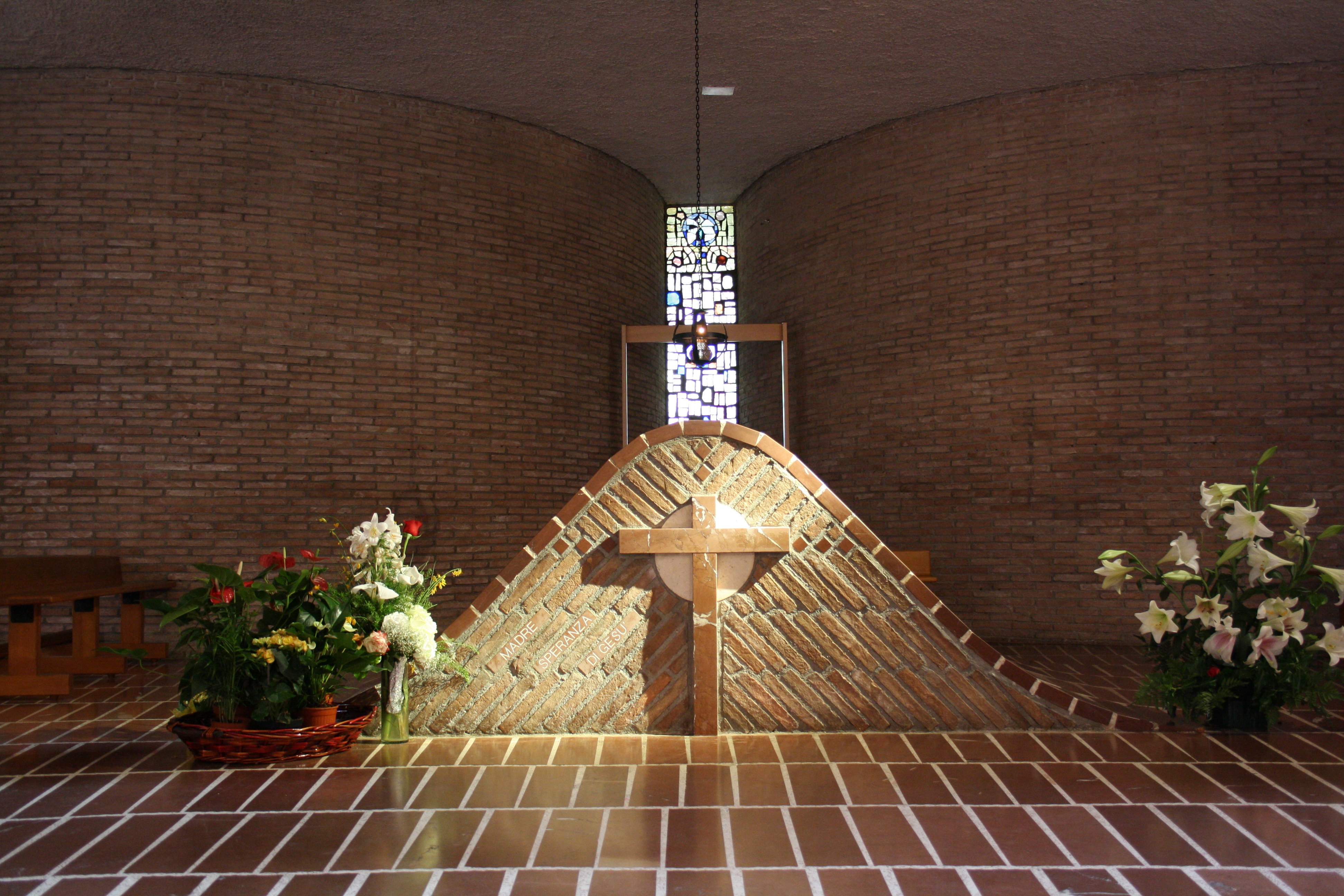
La tomba di Madre Speranza di Gesù, situata nella Cripta del Santuario dell'Amore Misericordioso

Nel santuario da lei voluto, Madre Speranza visse fino al giorno della sua morte, avvenuta l'8 febbraio 1983. Il suo corpo, come aveva desiderato, riposa nella cripta del santuario stesso.
Il 24 aprile 1988 è iniziato il processo per la beatificazione nella diocesi di Orvieto-Todi. Il 12 giugno 1992 la Congregazione delle Cause dei Santi ha concesso il decreto di validità giuridica degli atti del processo diocesano, concluso l'11 febbraio 1990. Il 12 giugno 1993 è avvenuta la consegna alla Congregazione delle Cause dei Santi della positio sulla vita e le virtù di Madre Speranza. Il 23 aprile 2002 la Chiesa, dopo aver riconosciuto le sue virtù eroiche, l'ha proclamata venerabile. Il 14 giugno 2012 la Commissione Medica della Santa Sede, riunitasi una seconda volta dopo la prima bocciatura del caso in data 1 aprile 2004, riconosce a maggioranza (cinque medici su sette) il carattere straordinario della guarigione da una intolleranza alimentare del neonato di 12 mesi Francesco Maria Fossa. Il 5 luglio 2013, con il consenso di papa Francesco, il cardinale Angelo Amato ha emesso il decreto di beatificazione. Il rito di beatificazione è stato celebrato il 31 maggio 2014, presso il santuario di Collevalenza.

## Eventi prodigiosi e miracoli
Giunta in Italia nel maggio 1936, la beata Madre Speranza andò a vivere a Roma. Tra i tanti fatti di cui si rese protagonista, ci fu l'episodio in cui circa cinquecento persone sarebbero state sfamate, pur avendo a disposizione pochissimo cibo. Secondo i testimoni (di cui alcuni tuttora viventi), le pentole, pur essendo svuotate di minestra, avrebbero mantenuto sempre lo stesso livello. Pietro Iacopini, che visse per più di 35 anni al fianco della venerabile Madre Speranza di Gesù, racconta altri fatti apparentemente inspiegabili che segnarono l'esistenza terrena di Madre Speranza. Tra questi, la materializzazione di una statuina di Gesù bambino da inserire in un presepio (statuina attualmente custodita ad Alfaro in Spagna), l'incredibile pioggia di denaro caduto letteralmente dal cielo (in presenza di numerosi testimoni) avvenuta presso il santuario di Collevalenza: soldi destinati al pagamento degli operai che avevano costruito lo stesso santuario. Infine, la materializzazione di 40 milioni di lire (trovati dentro una scatola di cartone appoggiata su un letto), che servirono per pagare gli operai che avevano costruito la Via Crucis del santuario. Ad assistere alla scena stavolta fu Ennio Fierro (uno dei più stretti collaboratori di Madre Speranza), che rimase sbalordito e incredulo. In quel periodo Ennio Fierro attraversava un momento di crisi e aveva preso la decisione di andar via dal santuario. Dopo il suddetto episodio non se ne andò più. La cosa che sconvolse tutti, fu che la cifra trovata era esattamente l'importo che doveva essere consegnato alla ditta che aveva costruito la Via Crucis al santuario di Collevalenza.
Secondo il Padre Spirituale, avrebbe ricevuto in sogno dal Signore in persona la profezia che il Vescovo di Todi stava per morire di un tumore in fase terminale, e per entrare in Paradiso come premio della Consacrazione del primo santuario al mondo dedicato all'"amore misericordioso". Durante il funerale, alle ore 18:00, la monaca cadde "in estasi" vedendo il Signore e il vescovo che le confessò di essere stato in Purgatorio, e che lì due giorni di Purgatorio equivalgono a 80 anni di vita sulla terra.
Il computo degli sconti di Purgatorio in uso per l'indulgenza fino al 1967 era invece un giorno (dell'anima in Purgatorio o Paradiso) uguale a un anno (di vita sulla terra).
…..«(Durante le estasi) la Madre non percepiva né alla vista, né all’udito, né al tatto. Una prova di ciò si ebbe in occasione della Messa che fù celebrata in suffragio di monsignor De Sanctis, Vescovo di Todi, quando la sua salma si fermò al santuario, il 6 novembre 1959. In presenza di tutti, la Madre andò in estasi e prese a parlare. Un giornalista de La Nazione, accompagnato dal suo fotografo, si avvicinò a lei e fece scattare più volte il flash della macchina fotografica a non più di 30-40 centimetri di distanza. Le palpebre degli occhi della Madre non ebbero alcun movimento, né le sue pupille variarono di diametro a quei lampi…».

## Le contestazioni subite in vita
Divenuta missionaria claretiana in seguito alla fusione delle Figlie del Calvario con le Religiose di Maria Immacolata (21 novembre 1921), Madre Speranza dopo tre anni e mezzo di soggiorno a Vicálvaro è trasferita per punizione nel convento di Vélez-Rubio, dove rimarrà, svolgendo il ruolo di assistente delle ragazze del connesso collegio, per sedici mesi. Parte dei quali però (sette mesi) trascorsi in isolamento in una cella della struttura in quanto accusata "di aver rubato libri o altri oggetti della Casa o di singole Consorelle, di aver provocato gravi sommosse da parte delle ragazze nel Collegio e di essere causa di divisione e di sofferenza all'interno della Comunità religiosa". Nell'agosto del 1926 Madre Speranza subisce le prime vessazioni da parte del demonio, continuate fino al dicembre 1927. A testimoniarlo è una lettera del 4 aprile 1928 inviata dalla madre generale delle Religiose di Maria Immacolata, Patrocinio Pérez de Santo Tomás, a padre Felipe Maroto, procuratore generale dei Claretiani, nella quale lettera tali manifestazioni sono definite quali "fenomeni isterici non meno sorprendenti". Il 7 settembre del 1926 da Vélez-Rubio Madre Speranza, sempre per punizione, è trasferita a Madrid presso la comunità di via Toledo, dove svolge le funzioni di economa e vicaria. Il 6 dicembre 1930 Madre Speranza esce dalle Missionarie Claretiane per fondare sempre a Madrid, nella notte di Natale dello stesso anno, la "Associazione delle Ancelle dell'Amore Misericordioso", associazione civile subito riconosciuta dalle autorità spagnole e che il vescovo di Madrid Leopoldo Eijo y Garay (fino alla sua morte nel 1963 strenuo oppositore della religiosa) si rifiuterà di trasformare in "Pia Unione".
Nell'ottobre del 1934 la nobildonna María Pilar De Arratia, principale benefattrice di Madre Speranza, ormai priva di familiari decide di fare testamento a favore dell'Associazione delle Ancelle fondata dalla religiosa, prevedendo tra l'altro che l'edificio di sua proprietà, già ospitante la scuola diretta dal sacerdote don Doroteo Irizar, finisca anch'esso nelle mani della medesima congregazione. Sarà questo il motivo della gelosia e dell'ostilità che don Doroteo nutrirà contro Madre Speranza fino al momento della sua morte, intervenuta nel 1954.
Nel 1938 iniziano le indagini da parte del Sant'Uffizio sui presunti fenomeni paranormali attribuiti a Madre Speranza. Il 14 maggio tale dicastero vaticano richiede all'incaricato d'affari per la Santa Sede in Spagna, Ildebrando Antoniutti, di eseguire delle indagini. Antoniutti invierà a Roma una breve relazione a fine giugno, consigliando i sacri dicasteri di prendere tempo in merito al riconoscimento della Associazione delle Ancelle da parte del Vaticano. A fine anno è il vescovo di Vitoria a incaricare padre Ignacio Errandonea di una nuova investigazione canonica. Errandonea completa la sua lunga relazione sulla Madre nel marzo 1939, criticandola duramente "dal punto di vista umano e spirituale" e chiedendone la destituzione. Negli stessi mesi del 1939 ancora il Sant'Uffizio, per mezzo del nuovo Nunzio apostolico in Spagna Gaetano Cicognani, avvia una seconda e parallela indagine.  Alla fine di agosto il Sant'Uffizio decide lo scioglimento della Congregazione delle Ancelle dell’Amore Misericordioso e il ritorno coatto di Madre Speranza alla vita secolare. Il relativo decreto n. 220 del 28 agosto è trasmesso in Spagna per la sua attuazione. Immediatamente, però, la sua benefattrice María Pilar De Arratia parte per Roma, dove rimarrà fino al 6 febbraio 1940, per perorare la causa della Monaca Santa. Il 7 settembre è ricevuta da papa Pio XII in udienza privata a Castelgandolfo, nei giorni seguenti si incontra poi con il cardinale Francesco Marchetti Selvaggiani, prefetto del Sant'Uffizio. Il decreto di agosto viene dunque sospeso, l’indagine su Madre Speranza viene ripresa e continuata.
Sempre nel 1939, ad ottobre, si produce un primo grave strappo all'interno della Associazione delle Ancelle: la comunità di Colloto si separa in toto da Madre Speranza. Altre suore nello stesso periodo abbandonano la religiosa, fra queste anche la Vicaria generale madre Pilar Antin. In novembre, mentre si trova presso la comunità di Bilbao, la Madre è oggetto di un primo tentativo di avvelenamento da arsenico mediante una porzione di pesce. Nel gennaio successivo, ancora a Bilbao, un nuovo avvelenamento, questa volta per mezzo di una tazza di tè, sarà tentato ai suoi danni. Nel mese di febbraio il claretiano padre Eduardo Gomez, già schierato contro la Madre, viene nominato Visitatore apostolico di tutte le comunità e incaricato di interrogare tutte le Ancelle. Il mese successivo, a marzo, Madre Speranza ne chiederà invano alla Santa Sede la destituzione. In aprile Maria Pilar De Arratia torna a Roma per difendere la Madre. A fine maggio anche padre Gomez giunge in Italia, subito seguito da Madre Speranza che arriva a Roma il 6 giugno. Il giorno dopo i due si incontrano nella comunità di via Casilina. Nei giorni seguenti, padre Gómez consegna al Sant'Uffizio la sua lunga relazione nella quale "spiegava la natura fraudolenta dei suoi fenomeni mistici; dichiarava che essa aveva mancato contro tutti e dieci i comandamenti; denunciava il suo modo rigido di governare l’Istituto; chiedeva che fosse esemplarmente castigata, meglio se con l’espulsione. […] In pratica, si chiedeva lo scioglimento completo della Congregazione!". Il 19 giugno la signorina Pilar è nuovamente ricevuta da Pio XII. Nel mese di agosto e in quello di novembre Madre Speranza è interrogata più volte dai teologi del Sant'Uffizio.
Il 18 marzo la Plenaria del [Sant'Uffizio adotta una serie di misure provvisorie obbligando Madre Speranza – mantenuta superiora generale, ma sospesa dal governo effettivo dell’Istituto passato alla Vicaria generale – a non muoversi da Roma e accordando ai vescovi spagnoli la possibilità di nominare una nuova Vicaria, di chiudere le comunità non desiderate e di nominare un eventuale “Sorvegliante” dell’Istituto che attui eventuali riforme. Il 18 aprile, però, lo stesso Sant'Uffizio, dopo una lettera di María Pilar De Arratia inviata al Santo Padre l’11 aprile, riformula in senso più morbido le sue decisioni mantenendo al suo posto la Vicaria generale già subentrata a Pilar Antin, madre Speranza Pérez del Molino, fedelissima di Madre Speranza, e limitando nei fatti i poteri un mese prima accordati ai vescovi spagnoli. Il 26 maggio Pilar De Arratia è ricevuta per la terza volta in udienza privata da papa Pio XII. Verso la fine dell’anno, il Sant'Uffizio nomina quale "Direttore della Congregazione ad nutum Sanctae Sedis" il vescovo di Tarazona Nicanor Mutiloa (1874-1946), non coinvolto nei precedenti contrasti. Sotto la sua reggenza viene recuperata la Casa ribelle di Colloto, le cui occupanti fuggono danneggiando la struttura, viene favorito il rientro di molte suore ribelli fra le Claretiane (madre Pilar Antin, madre Aurora Samaniego, madre Virtudes Hernandez), viene sollecitato il chiarimento circa lo stato giuridico dell’organizzazione messa in piedi da Madre Speranza alla fine del 1930, ancora in bilico fra le definizioni di “Istituto”, “Pia Unione” e “Associazione”.
Il 4 marzo il Dicastero dei Religiosi, autorizzato in tal senso dal Sant'Uffizio, accorda la “ratifica apostolica” trasformando a tutti gli effetti l’associazione delle Ancelle in un Istituto religioso di diritto diocesano: a Roma Madre Speranza può emettere pubblicamente, in data 12 giugno, la sua professione perpetua. Nella notte del 30 giugno, però, Madre Speranza sogna San Rocco, il quale la mette in guardia circa i propositi del vescovo di Tarazona e del Nunzio in Spagna Cicognani di allontanarla da Roma per segregarla nella comunità di Alfaro. Nei giorni successivi monsignor Alfredo Ottaviani, Assessore del Sant'Uffizio, effettivamente la invita a tornare in Spagna. Madre Speranza, allora, nella notte del 3 luglio, si presenta in bilocazione da papa Pio XII per chiarire le sue posizioni. Convocata poi il 16 luglio dal cardinale Marchetti Selvaggiani, Prefetto del Sant'Uffizio, in sua presenza Madre Speranza va in estasi. La sua “distrazione” dura due ore, nel corso della quale pronuncia parole riferentisi al piano orchestrato contro di lei. Risultato di queste vicende è la permanenza stabile di Madre Speranza a Roma, concessale dal Vaticano.
Il 4 settembre 1946 il Dicastero dei Religiosi, in seguito a duplice richiesta sia da parte dello stesso vescovo di Tarazona ormai anziano sia delle Ancelle, esonera monsignor Nicanor Mutiloa dal ruolo di "Direttore della Congregazione ad nutum Sanctae Sedis" (la sua reggenza era durata quasi cinque anni) e autorizza l’indizione di un Capitolo generale che rinnovi le cariche all'interno della Congregazione delle Ancelle dell’Amore Misericordioso. Il Capitolo si tiene a Villa Certosa il 3 novembre, presenti Madre Speranza (che al momento del voto uscirà dalla sala) e 21 Madri capitolari. A presiedere i lavori sono due religiosi inviati dalla Congregazione dei Religiosi. Costoro, raccolte le schede con i voti (all'unanimità Madre Speranza era stata eletta Superiora generale), evitano di procedere con lo scrutinio pubblico, sospendendo il Capitolo e ritirandosi. Nei giorni seguenti si viene a sapere che il Dicastero dei Religiosi aveva interessato di nuovo il Sant'Uffizio circa la legittimità o meno di una riabilitazione della Madre. Quest’ultimo aveva preso tempo sostenendo che bisognasse consultare il Nunzio apostolico in Spagna e gli alti prelati del Paese iberico. Dinanzi alle proteste crescenti (la stessa Madre sarà ricevuta in udienza privata dal papa Pio XII), la Congregazione dei Religiosi, in accordo con il Sant'Uffizio, comunica il 24 dicembre il suo verdetto, costituente nei fatti un compromesso: Madre Speranza è, sì, rimossa formalmente dal ruolo di Superiora generale ma il suo posto è assegnato all'italiana madre Antonia Andreazza, già Superiora della casa di Roma e fedelissima di Madre Speranza; inoltre il ruolo di Vicaria generale viene assegnato alla sorella carnale di Madre Speranza, madre Ascensione Alhama Valera. Come ammesso da padre Gabriele Rossi, la nuova Superiora generale, che morirà poi nel 1975, costituiva una sorta di prestanome di Madre Speranza, vista la sua "sproporzione rispetto al ruolo ricoperto", una figurina "particolarmente docile" nelle mani della Fondatrice, quest’ultima tornata finalmente a dirigere la sua Congregazione senza il condizionamento di un Direttore esterno e "rimanendo totalmente nell'ombra". Senza l’obbligo per lei di tornare in Spagna dove il clima nei suoi confronti rimaneva ostile.
Il 16 dicembre 1949 la Congregazione dei Religiosi emette un decreto con il quale si concede l’approvazione pontificia della Congregazione delle Ancelle dell’Amore Misericordioso. Con il medesimo decreto sono approvate anche le nuove Costituzioni della congregazione.
Nel corso del 1950, dietro nuova richiesta del Sant'Uffizio datata 30 dicembre 1949, il Nunzio apostolico in Spagna Cicognani è chiamato a relazionare sull'andamento delle comunità spagnole e sulla disponibilità dei vescovi locali ad accettare una riabilitazione formale della Madre. Dinanzi alla disparità di giudizio dei vescovi (favorevoli quelli di Vitoria e Oviedo, neutrale il nuovo vescovo di Tarazona, contrari quelli di Pamplona e Madrid), il Sant'Uffizio, ancora presieduto dal cardinale Francesco Marchetti Selvaggiani, rimanda ogni decisione.
Nel gennaio 1951 muore il cardinale Marchetti Selvaggiani. In febbraio prende il suo posto il cardinale Giuseppe Pizzardo (rimarrà responsabile del Sant'Uffizio fino al 1959), grande ammiratore di Madre Speranza.
Pizzardo in data 31 ottobre 1952 sollecita di nuovo il Nunzio in Spagna affinché faccia un nuovo sondaggio fra i vescovi spagnoli. Il responso è lo stesso del 1950, fra favorevoli e contrari rimasti nella stessa posizione. Ma la decisione del Sant'Uffizio, questa volta, è diversa: è ora che Madre Speranza, anche formalmente, ritorni alla guida della sua congregazione. Dal 13 al 18 dicembre 1952 si tiene a Roma un nuovo Capitolo generale: Madre Speranza è eletta all'unanimità Superiora generale.
Nel gennaio 1953 monsignor Gaetano Cicognani, nunzio in Spagna, considerato ostile alla Madre, è nominato cardinale. Il suo posto lo prende in ottobre monsignor Ildebrando Antoniutti, nuovo nunzio fino al 1962.
Il 29 gennaio 1954 muore don Doroteo Irizar, uno dei nemici più accaniti di Madre Speranza. Costei, appresa la notizia, fa celebrare numerose messe in suffragio del defunto. Tra marzo e maggio Madre Speranza, con timore, torna in Spagna per compiere una visita canonica alle varie comunità delle Ancelle. L’accoglienza nei suoi confronti è buona.
Una seconda visita canonica viene condotta dalla Madre alle comunità spagnole nell'estate del 1956. Notando in alcune delle sue case un certo rilassamento spirituale, Madre Speranza diffonde alcune Circolari nelle quali richiama tutte le sue suore a una maggiore sobrietà e contemporaneamente emana delle norme restrittive volte al controllo delle spese e alla condivisione delle eccedenze economiche. Nei due anni successivi tornano quindi a circolare gravi accuse nei confronti della Madre, accusata di aver travalicato tra il 1946 e il 1952 la Superiora generale Antonia Andreazza, di fingere i suoi fenomeni mistici, di essere troppo attaccata al denaro. Alle accuse si accompagna l’uscita dalla Congregazione di un primo gruppo di suore. Ma è questo solo l’inizio di un più violento attacco nei confronti di Madre Speranza che divamperà nelle comunità spagnole nel settennio fra il 1958 e il 1964.
Nel corso del nuovo Capitolo generale delle Ancelle tenutosi nel 1958, Madre Speranza è confermata all'unanimità Superiora generale. Lo stesso verdetto si registrerà pure nel Capitolo successivo tenuto nel 1964.
A Collevalenza, fra il mese di febbraio e dicembre 1960, in un clima di sospetto e diffidenza (dice il testimone Benfatti nel DVD L’acqua di Collevalenza: "[…] qua la zona, l’Umbria, non potevano vedere la Madre e il Santuario, sembrava tutta una truffa, non la vedevano bene […]") Madre Speranza fa scavare un pozzo profondo 122 metri (secondo Benfatti, profondo invece 180 metri) sostenendo che l’acqua estratta, inizialmente torbida, guarirà i malati di cancro, leucemia e paralisi. A tal fine, nello stesso periodo la religiosa fa costruire le piscine, ossia dieci vasche per le immersioni dei malati, la cui apertura è però negata dalle autorità ecclesiastiche (Sacra Congregazione del Concilio e Sant'Uffizio) che vogliono evitare qualsiasi degenerazione miracolistica.
Nel maggio 1963 Madre Speranza, ottenuto con fatica il nulla osta del nuovo vescovo di Todi Antonio Fustella, avvia il cantiere per la realizzazione della nuova Basilica di Collevalenza progettata dall'architetto Julio Lafuente. Proprio le molteplici costruzioni volute dalla Madre a Collevalenza – pagate con i fondi della Congregazione provenienti anche dalla Spagna e con il duro lavoro manuale delle Ancelle e delle ragazze impiegate nei laboratori di maglieria aperti a Collevalenza e a Larrondo – sono la causa di un profondo dissenso contro Madre Speranza che torna a manifestarsi presso le comunità iberiche. A ciò vanno ad aggiungersi ulteriori critiche verso la Madre, accusata sia di aver abbandonato dal 1951 in poi la missione originaria della Congregazione femminile (quella a favore dei bisognosi), sia di aver manifestato la sua preferenza verso il ramo maschile e di aver favorito l’ingerenza dei FAM (Figli dell'Amore Misericordioso) nelle vicende interne delle loro consorelle.
Il 31 agosto dello stesso 1963 muore il vescovo di Madrid Eijo y Garay, storico nemico di Madre Speranza. Come fatto per don Irizar nel 1954, la Madre fa celebrare "una quantità di Sante Messe in suffragio della sua anima, convinta che la migliore vendetta è sempre la carità".
Nei primi mesi del 1965 si conclude la rivolta spagnola contro la Madre con la fuoriuscita dalla Congregazione delle EAM (Esclavas del Amor Misericordioso) delle due principali responsabili dello scisma, madre Consolazione Aquesolo (1921-2004) e madre Maddalena Angoiti, e di oltre trenta suore ribelli considerate "tra le più qualificate" delle Ancelle.
Sul settimanale di ispirazione comunista Vie Nuove, in data 9 giugno 1966, viene pubblicato un articolo fortemente critico nei confronti della grande "fabbrica dell’acqua santa" creata a Collevalenza da Madre Speranza. A firmarlo è il giornalista umbro Alberto Provantini, futuro assessore regionale al Turismo e deputato.
In data 3 febbraio 1977 il Sant'Uffizio, interpellato dal nuovo vescovo di Todi Decio Lucio Grandoni, pur confermando i timori già espressi a fine 1960, concede al vescovo diocesano la facoltà di decidere in proprio, sotto la sua responsabilità, in merito all'apertura delle piscine. Monsignor Grandoni, però, vorrà coinvolgere la Conferenza Episcopale Umbra la quale nel settembre del 1978 esprimerà il proprio parere favorevole. Parere comunicato da Grandoni con propria lettera del 26 novembre 1978, nella quale chiederà con forza alla Famiglia dell’Amore Misericordioso di evitare "ogni forma di clamore e di miracolismo".
In data 1 marzo 1979, dopo i pronunciamenti dell’anno precedente, sono finalmente aperte al pubblico le piscine per le immersioni dei malati.

## Le contestazioni post-mortem
Nel febbraio 2018 la pubblicazione del libro Costi quello che costi. Il mio incontro difficile con la beata Madre Speranza di Collevalenza, scritto dallo storico locale di Todi Massimo Rocchi Bilancini, ha suscitato scalpore e violenti polemiche tra i devoti di Madre Speranza. L’autore ha infatti analizzato per la prima volta in chiave non agiografica la figura della religiosa e il suo operato in vita, evidenziandone alcune criticità. Al tempo stesso Rocchi Bilancini ha posto sotto la lente di ingrandimento il processo di costruzione del mito agiografico di Madre Speranza, attuato dalla Famiglia dell’Amore Misericordioso a partire dalla sua morte nel 1983, ricostruendone le tappe salienti. Oggetto del suo studio sono stati gli scritti della beata, in particolare il suo Diario spirituale, e la consistente bibliografia, videografia e sitografia prodotte a partire dagli anni Ottanta. In sintesi, questi gli aspetti evidenziati:
1. Madre Speranza, figura carismatica dalla forte personalità, era solita spaventare le consorelle appartenenti alla sua congregazione femminile con continue profezie di morte, così da evitarne future ribellioni. Tali profezie, come testimoniato dal Diario, risultano frequenti soprattutto negli anni Quaranta o in altri momenti di crisi della sua leadership.
2. Connesso al punto precedente è l’atteggiamento di Madre Speranza nei confronti delle suore a lei ribellatesi. Rocchi Bilancini cita un passo del Diario, datato 21 marzo del 1940 (Giovedì Santo), nel quale la religiosa arriva a supplicare Dio di voler “maledire” una sua figlia spirituale accusata di voler cambiare le Costituzioni della congregazione delle Esclavas; al tempo stesso chiede alle sue figlie rimaste fedeli di esercitare il massimo impegno nel voler “eliminare” le consorelle ribelli.
3. La morte della sua principale benefattrice, la nobildonna spagnola María Pilar De Arratia, avvenuta a Roma in via Casilina, presso Villa Certosa (sede provvisoria della Congregazione), alle 13:50 del 29 agosto 1944, riveste i connotati di un vero e proprio giallo. Secondo Madre Speranza la morte, avvenuta senza motivi apparenti, era stata voluta dal Signore. Ma secondo un'altra testimonianza processuale riportata dal mensile L’Amore Misericordioso del gennaio 2002, la nobildonna “si diceva che fosse morta per intossicazione da carne avariata”. Rocchi Bilancini ha evidenziato la discordanza fra quest’ultima versione e quella riportata dalla Madre nel suo Diario; egli ha inoltre individuato in un testo redatto dal FAM Gino Capponi (Immersa nella fede) la seguente dichiarazione: “Amore, sofferenza, penitenza. Vorrei fermarmi un istante sulla penitenza e la riparazione: cilizi, sferze, digiuni, astinenze, cibi e bevande amare. Non solo praticava certi tipi di mortificazione, ma li consigliava, anche se talvolta si sentiva rispondere che al buon Dio uno voleva portare la pelle intatta senza buchi, tanto per scherzare sull'uso del cilizio”. L’autore si è dunque domandato se “cibi e bevande amare” siano stati offerti anche a María Pilar De Arratia, si è chiesto cioè quale ruolo, in ultimo, abbia avuto Madre Speranza nella morte dell’amica.
4. Madre Speranza, negli anni di costruzione del grande complesso immobiliare di Collevalenza, ricevette decine di migliaia di pellegrini, ognuno di essi, portante alla religiosa la sua offerta di denaro, accolto singolarmente nel suo studiolo. In virtù di ciò e dei proventi delle attività imprenditoriali avviate dalla beata (il laboratorio di maglieria aperto a Collevalenza che vide al lavoro decine e decine di suore e altrettanti giovani del posto), gli stessi Figli spirituali della religiosa ammettono che nelle sue mani sono transitati “fiumi di denaro”. Rocchi Bilancini, una volta evidenziato che il tempo medio di permanenza di ogni fedele alla presenza della Madre era pari a 90/120 secondi (un tempo dunque insufficiente per un contatto approfondito), si chiede quanto di questo denaro ricevuto dai fedeli fosse stato da loro versato con l’obiettivo di contribuire alla costruzione di un ospedale o di un centro di ricerca per le cure contro il cancro, la cui realizzazione a Collevalenza era stata ventilata dalla stessa Madre Speranza e dai suoi più stretti collaboratori durante l’intero decennio degli anni Sessanta. Il progetto poi era stato abbandonato definitivamente per decisione della Madre e del Consiglio Generale dei FAM nel febbraio 1970.
5. Una statua bronzea raffigurante Madre Speranza è stata collocata nel dicembre 2011 al centro della rotonda stradale posta nei pressi dell’Ospedale comprensoriale della Media Valle del Tevere a Pantalla, frazione di Todi. Lo stesso viale che dalla rotonda sale verso l’ingresso del nosocomio è stato ribattezzato dal Comune di Todi, nel giugno 2017, “Via Madre Speranza”. Rocchi Bilancini nel suo libro si chiede se tali onori concessi alla beata siano compatibili con quanto riportato nel punto precedente (l’ospedale progettato ma non più realizzato a Collevalenza) e con alcuni passi del Diario spirituale in cui Madre Speranza racconta di aver favorito la chiusura di un ospedale militare aperto a Sestao durante la Guerra civile spagnola.
6. Nei primi mesi del 1960 Madre Speranza, dietro indicazione del Signore, fa scavare a Collevalenza un pozzo profondo 122 metri, la cui acqua avrebbe dovuto guarire i malati affetti da cancro, leucemia e paralisi. Alla fine dello stesso anno, Madre Speranza, imitando il modello di Lourdes, avvia la costruzione di 10 vasche per l’immersione dei malati. Rocchi Bilancini evidenzia come la decisione della Madre di scavare il pozzo mediante una trivella venga presa all'indomani della conclusione dei festeggiamenti per il centenario delle apparizioni di Lourdes (1858-1958), festeggiamenti che avevano visto l’afflusso nella località pirenaica di milioni di pellegrini. Già in occasione del Giubileo del 1950 Madre Speranza aveva manifestato un interesse particolare per il turismo religioso: pur di ospitare nel suo convento romano migliaia di pellegrini paganti costrinse  le 96 bambine da lei ospitate nella struttura a trasferirsi e risiedere per tutto l’anno giubilare in una “splendida baracca” appositamente fatta costruire in giardino. Circa lo scavo, lo studioso precisa come il pozzo raggiunga, alla quota altimetrica di 225 metri sul livello del mare, falde già conosciute alimentanti sorgenti ben note affioranti alle pendici del rilievo di Collevalenza. Inoltre, Rocchi Bilancini sulla base dei documenti d’archivio rintracciati attesta come 120 metri a valle del pozzo scavato nel 1960 si trovasse la pubblica fonte di Collevalenza. In aggiunta a ciò, Rocchi Bilancini comprova come nel 1960 lo scavo del pozzo fosse stato preceduto dai sopralluoghi di rabdomanti e tecnici dell’Università di Perugia. Un altro rabdomante intervenne poi nel 1970 quando “cessa l’acqua del pozzo” (DVD L’acqua di Collevalenza): Madre Speranza prima di incaricare una nuova ditta specializzata dotata di una più moderna trivella chiama per un sopralluogo il sacerdote parmense Beniamino Mazzieri, appassionato di rabdomanzia. La nuova trivellazione sarà poi eseguita nel 1974, raggiungendo una profondità non nota. Rocchi Bilancini si chiede dove e come possa riscontrarsi la volontà di Dio dietro l’operato di trivelle, rabdomanti e tecnici.
7. Madre Speranza è stata proclamata beata con decreto del 5 luglio 2013. Rocchi Bilancini analizza la guarigione miracolosa fatta oggetto di indagine nel corso del processo di beatificazione. A guarire improvvisamente, dopo aver bevuto l’acqua santa di Collevalenza, è un neonato di 12 mesi, Francesco Maria Fossa, affetto da intolleranza alimentare. Il miracolo ha avuto luogo a Cilavegna, in Lombardia, il 4 luglio 1999. Dopo aver fatto notare lo scarto fra il caso oggetto del miracolo (un’intolleranza alimentare) e le gravissime malattie (cancro, leucemia, paralisi) citate da Madre Speranza, Rocchi Bilancini esamina, in base alla documentazione disponibile, l’iter accidentato registratosi nella valutazione del miracolo, bocciato una prima volta dalla Commissione Medica Vaticana (1 aprile 2004) e poi riesaminato il 14 giugno 2012 con esito positivo, sebbene due dei sette medici della Commissione abbiano giudicato la guarigione spiegabile scientificamente. L’autore, facendo riferimento alle pubblicazioni di Emiliano Fittipaldi (Avarizia) e Gianluigi Nuzzi (Via Crucis), delinea il contesto in  cui è maturato il processo di beatificazione di Madre Speranza condotto dalla Sacra Congregazione per le Cause dei Santi.
8. Prendendo spunto da un aneddoto raccontato da padre Giovanni Ferrotti nel suo Detti e aneddoti di Madre Speranza, Rocchi Bilancini si interroga su quale modello educativo facesse proprio Madre Speranza con le giovani novizie e con le ragazzine accolte nelle strutture collegiali dei conventi aperti in Spagna e in Italia. Racconta infatti Ferrotti un episodio di rapatura totale dei capelli ordinata dalla Madre a danno di una quattordicenne che si era permessa di uscire più volte dal convento senza autorizzazione. Rocchi Bilancini la giudica "una punizione mortificante e traumatizzante" che dimostrerebbe come la sensibilità di Madre Speranza verso l'infanzia e l'adolescenza fosse così distante dal comune sentire di oggi e che il suo interesse verso bambini e ragazzi, di entrambi i sessi, fosse finalizzato al loro reclutamento, come novizie o "apostolini", nelle file delle due congregazioni femminile e maschile da lei fondate.
9. A Madre Speranza sono attribuiti fenomeni mistici paranormali quali bilocazioni, moltiplicazioni di cibi, levitazioni del proprio corpo, sottigliezza e agilità, sudorazioni di sangue, scontri con il demonio. Spesso è la stessa religiosa a citare nel suo Diario alcuni dei fenomeni di cui sarebbe stata protagonista o di cui sarebbe stata testimone. È il caso, in particolare, delle moltiplicazioni di cibo operate dal Signore per sua intercessione e delle bilocazioni. Più in generale, riguardo a questi fenomeni, Rocchi Bilancini mette in guardia il lettore da una tradizione prima orale ed ormai anche scritta non priva di contraddizioni, omissioni, errate interpretazioni, esagerazioni. Fra i tanti casi analizzati, anche quello della bilocazione compiuta dalla Madre nell'ufficio di Mussolini il 25 aprile 1936.
10. Tra i tanti fenomeni che la tradizione attribuisce a Madre Speranza vi è anche quello delle stimmate su mani e piedi e degli altri segni della Passione di Gesù Cristo (ferite prodotte sulla fronte e sul capo dalla corona di spine). In particolare, la presenza delle stimmate alle mani viene comprovata dai devoti richiamando il fatto che Madre Speranza si mostrasse in pubblico, ai pellegrini, con la mano e il polso destro fasciati da una benda bianca. Riguardo a questa fasciatura, Rocchi Bilancini richiama però un passo tratto dall'opera di Gabriele Rossi: secondo quest’ultimo la fasciatura fu tenuta a lungo dalla religiosa, fino alla fine dei suoi giorni, in virtù del dolore provocatole dalla frattura di un ossicino del polso conseguente alla colluttazione violenta avuta con il demonio a Fermo, presso il Collegio Don Ricci, nel marzo del 1952 (“una piccola e fastidiosa frattura interna che poi non è stata mai riassorbita per completo”). Nonostante il dolore provocatole, Madre Speranza stringeva però le mani con energia a chiunque le facesse visita: Rocchi Bilancini in merito a questo aspetto ricorda cosa scrisse il giornalista del settimanale Oggi  Ezio Saini nella sua corrispondenza da Collevalenza del 31 marzo 1970: “Alcuni pellegrini mi hanno detto che la suora è solita porgere al visitatore la mano sinistra, quella libera da garze; non posso escluderlo, ma a me Madre Speranza ha dato proprio la mano bendata e la sua energica stretta mi ha sorpreso. Com'è possibile, mi sono domandato, che questa mano piena di forza sia piagata da un doloroso stimma, come sostengono tanti devoti della suora?”. Ad ogni modo altre testimonianze attestano la comparsa di segni vari sulle mani e sulla fronte della beata, soprattutto durante la Settimana Santa. Che quelli sulle mani non fossero stimmate propriamente dette (mani forate) ma lesioni superficiali e che queste fossero ormai scomparse sul corpo della Madre negli anni della sua vecchiaia, quando non fu più capace di badare a sé stessa in autonomia, Rocchi Bilancini lo comprova richiamando un passo tratto dal Profilo scritto da padre Gino Capponi (uno dei primi FAM e tra i più stretti collaboratori di Madre Speranza). Infine, riguardo all’origine di queste lesioni, Rocchi Bilancini ricorda l’accusa di falsificazione e simulazione rivolta a più riprese contro la Madre da parte delle sue stesse consorelle, che la accusarono di prodursi le ferite con un ferro da stiro. Rocchi Bilancini non esclude però che l’origine, autoindotta, di tali ferite, in ultimo frutto di autolesionismo, fosse un'altra. Che Madre Speranza se le producesse con l’acido fenico, prodotto altamente caustico, del cui odore, secondo le testimonianze, profumava la stessa Madre Speranza.